# Aglaophenia acacia
Aglaophenia acacia is een hydroïdpoliep uit de familie Aglaopheniidae. De poliep komt uit het geslacht Aglaophenia. Aglaophenia acacia werd in 1883 voor het eerst wetenschappelijk beschreven door Allman. 